# Try This With Your Eyes Closed
Try This With Your Eyes Closed (en español: "Intenta esto con tus ojos cerrados") es el primer EP liberado por la banda estadounidense Alesana. Fue grabado desde el 10 al 17 de mayo de 2005, y publicado en junio de 2005 por el sello discográfico Tragic Hero Records, siendo republicado por el sello discográfico Fearless Records en 2008. Las letras de las canciones fueron escritas en conjunto por Dennis Lee, Shawn Milke y Patrick Thompson. Destacaron las promociones del EP llevadas a cabo a través de Internet, logrando importantes ventas a través de este medio, y posibilitando la llegada del EP a muchos lugares del mundo, tales como Europa, Australia, América Central, y a diferentes zonas de Estados Unidos.

## Lista de canciones
| N.º | Título                         | Duración |  |
| 1.  | «Apology»                      | 4:09     |  |
| 2.  | «Endings Without Stories»      | 3:42     |  |
| 3.  | «And They Call This Tragedy»   | 4:28     |  |
| 4.  | «Not a Single Word About This» | 3:30     |  |
| 5.  | «Red and Dying Evening»        | 2:57     |  |
| 6.  | «Congratulations, I Hate You»  | 3:56     |  |
| 7.  | «Early Morning»                | 3:45     |  |

| Bonus-track |                                                                             |          |  |
| N.º         | Título                                                                      | Duración |  |
| 8.          | «Goodbye, Goodnight, For Good» (Exclusiva de la versión republicada del EP) | 3:37     |  |
| 9.          | «Beautiful in Blue» (Exclusiva de la versión republicada del EP)            | 3:16     |  |

## Créditos
Alesana
- Dennis Lee - Voz gutural
- Shawn Milke - Voces limpias, piano, guitarra rítmica
- Patrick Thompson - Guitarra principal y segunda voz
- Steven Tomany - Bajo
- Daniel Magnuson - Batería